# Милость Божія
«Милость Божія» — історична драма, в якій зображено події національно-визвольної війни 1648 року під проводом  Богдана Хмельницького. Створена 1728 року з нагоди 80-річчя початку війни і присвячувалася гетьманові Данилу Апостолу. Джерелами драми «Милость Божія» були козацькі літописи Самовидця, Григорія Грабянки, відчувається також значний вплив фольклору, зокрема дум та історичних віршів. Автор постає як талановитий та самобутній митець, творець одного з найкращих творів української барокової літератури.Композиція твору досить чітка: він складається з 5 дій у формі діалогів й монологів, у яких звучить оцінка історичних подій та проблем сучасності. Велику роль відіграє хор, створюючи додаткове емоційно-психологічне тло в кінці дії. Найбільше місця в драмі присвячується постаті Богдана Хмельницького. Він замальовується як ідеальний герой, справжній виразник інтересів Батьківщини.

## Історія
Вперше поставлена на сцені Києво-Могилянської академії наприкінці 1728 року. Це єдина, що дійшла до нас, шкільна драма, створена за матеріалом недавнього історичного минулого України. Вперше надрукована Осипом Бодянським у «Чтениях в Императорском Обществе истории и древностей российских» в 1858 році. Досі залишається відкритим питання про авторство драми. Його приписують Феофану Прокоповичу, викладачам поетики й риторики Івану Неруновичу та Федору Трофимовичу.